# Ivo Perišin
Ivo Perišin (Castel Cambi, 4 luglio 1925 – Zagabria, 30 ottobre 2008) è stato un politico croato.

## Biografia
È stato Primo ministro della Croazia dal dicembre 1971 all'aprile 1974, in qualità di Presidente del consiglio esecutivo della Repubblica Socialista di Croazia.
Dall'aprile 1974 al 1978 è stato Presidente del Parlamento croato.
Dal 1965 al 1967 ha ricoperto la carica di sindaco di Spalato.
Economista laureatosi all'Università di Belgrado, è stato anche Governatore della Banca nazionale di Jugoslavia dal novembre 1969 al dicembre 1971.